# Winnie Jemutai
Winnie Jemutai (4 de junio de 2003) es una deportista de Kenia que compite en atletismo. Ganó una medalla de bronce en el Campeonato Mundial de Atletismo Sub-20 de 2021, en la prueba de 1500 m.